# 高崖镇 (榆中县)
高崖镇，是中华人民共和国甘肃省兰州市榆中县下辖的一个乡镇级行政单位。

## 行政区划
高崖镇下辖以下地区：
砂河村、关门口村、高崖村、新窑坡村、马家集村、小营子村、李家磨村、裴家岔村、树梓沟村、马家咀村和湖滩村。